# Angelino Alfano
Angelino Alfano (Agrigento, 31 ottobre 1970) è un ex politico italiano.
Dall'8 maggio 2008 al 27 luglio 2011 è stato ministro della giustizia nel governo Berlusconi IV, mentre dal 28 aprile 2013 al 12 dicembre 2016 è stato ministro dell'Interno nei governi Letta e Renzi. Nello stesso governo Letta ha ricoperto anche la carica di Vicepresidente del Consiglio dei ministri.
Dal 12 dicembre 2016 al 1º giugno 2018 è stato poi ministro degli affari esteri e della cooperazione internazionale nel governo Gentiloni.

## Biografia
Angelino Alfano nasce il 31 ottobre 1970 ad Agrigento; suo padre Angelo, docente di scuola superiore, è stato consigliere comunale e assessore ad Agrigento per la Democrazia Cristiana. Diplomato al liceo scientifico "Leonardo" di Agrigento, si è laureato in seguito in giurisprudenza nel 1993 all'Università Cattolica del Sacro Cuore di Milano, dove è stato ospite del collegio "Cardinal Ferrari"; è cultore della materia di Diritto Civile presso l’Università Cattolica del Sacro Cuore nel 1994 e presso l’Università degli Studi di Palermo nel 1996; è dottore di ricerca in diritto dell'impresa presso la stessa università di Palermo e avvocato dal 1996. Dal 1989 è inoltre giornalista pubblicista.

### Vita privata
Sposato con l'avvocata Tiziana Miceli, è padre di due figli e ha un fratello minore, Alessandro.

## Attività politica

### Gli inizi e deputato regionale
Ha iniziato la sua esperienza politica giovanile con la Democrazia Cristiana, per la quale è stato, tra l'altro, segretario provinciale del Movimento giovanile DC di Agrigento. Nel 1994, a seguito della trasformazione della Democrazia Cristiana nel Partito Popolare Italiano, decide di iscriversi alla neonata Forza Italia, che vince le elezioni politiche del 27-28 marzo dello stesso anno. Sempre nel 1994, è candidato e poi eletto consigliere per la Provincia di Agrigento.
A soli 25 anni, nel giugno 1996, si candida per la prima volta alle elezioni regionali in Sicilia del 1996 nella lista di Forza Italia, venendo eletto con 8967 preferenze nella circoscrizione di Agrigento Deputato all'Assemblea Regionale Siciliana (ARS) nella XII legislatura, dove nel 2000 diventa capogruppo di Forza Italia all'ARS e mantiene l'incarico fino al 2001.

### Elezione a deputato
Viene eletto alla Camera dei deputati nel 2001, sempre in FI, nelle elezioni vinte dalla coalizione di centrodestra, nella circoscrizione proporzionale della Sicilia occidentale, assumendo gli incarichi di segretario prima e vicepresidente poi del Comitato per la Legislazione della Camera. Nelle grazie del Presidente del Consiglio Silvio Berlusconi, è presto considerato uno dei giovani emergenti del partito.
Nel 2005 viene nominato coordinatore regionale di Forza Italia in Sicilia, succedendo a Gianfranco Micciché appena nominato Ministro per lo sviluppo e la coesione territoriale, e guidando Forza Italia alleata con l'UdC nell'isola dal 2001 sotto l'allora presidente della Regione Siciliana Salvatore Cuffaro.
Alle elezioni politiche del 2006, che vedono la vittoria dell'Unione di Romano Prodi, Alfano viene riconfermato con FI alla Camera dei deputati nella circoscrizione Sicilia 1 in terza posizione (dietro a Berlusconi e Micciché). Durante la XV legislatura è componente della Commissione Bilancio di Montecitorio.

### Ministro della Giustizia

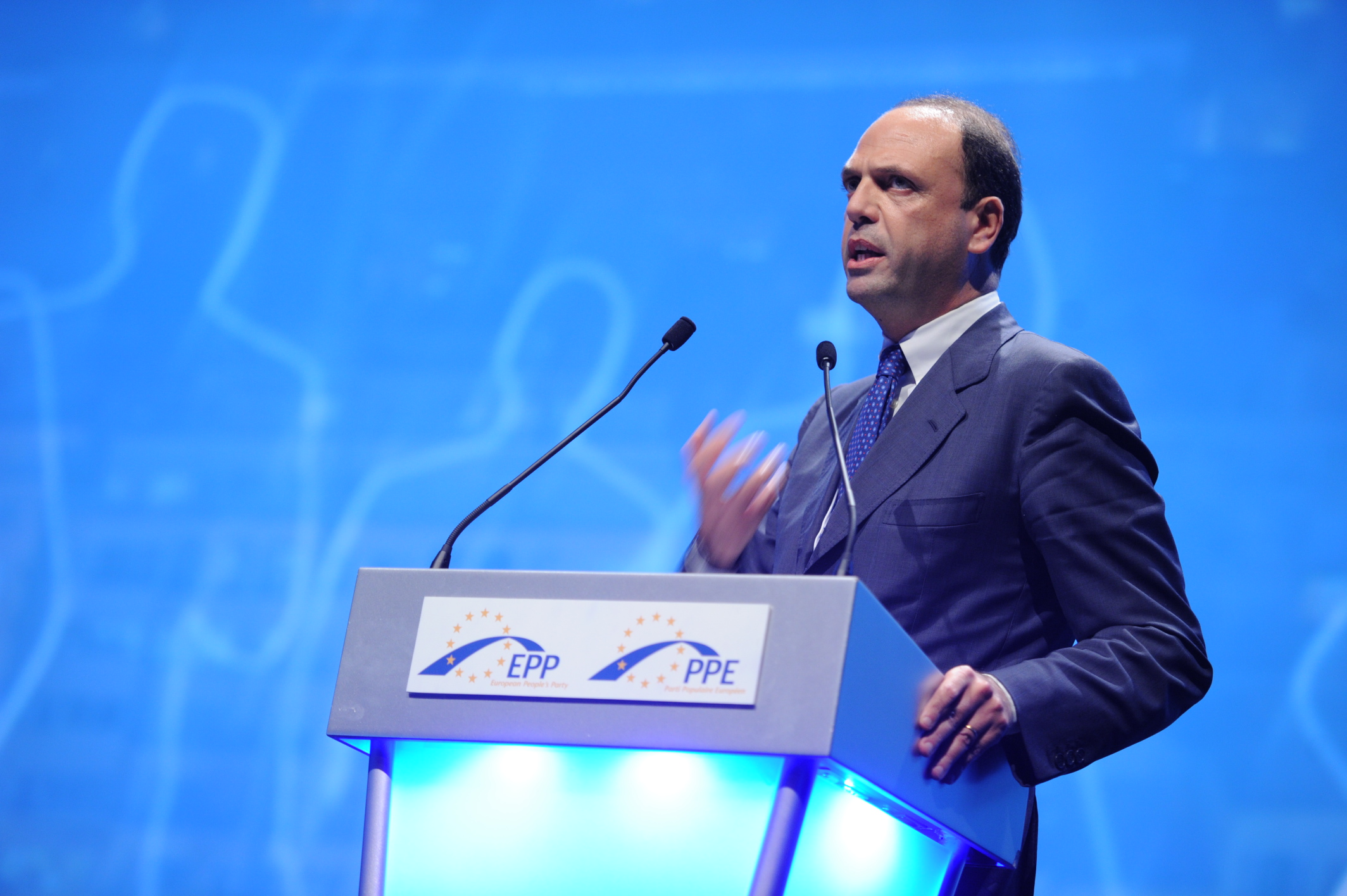
Angelino Alfano durante il 20º congresso del Partito Popolare Europeo a Marsiglia nel 2011

Alle elezioni politiche del 2008 viene rieletto alla Camera dei deputati con la lista elettorale "Il Popolo della Libertà", dove aderì Forza Italia e Alleanza Nazionale. Con la vittoria della coalizione di centro-destra alle elezioni politiche, l'8 maggio 2008 giura nelle mani del Presidente della Repubblica Giorgio Napolitano come ministro della giustizia del governo Berlusconi IV, succedendo così al magistrato e giurista Luigi Scotti. Con i suoi 37 anni è il più giovane ministro della giustizia della storia della Repubblica Italiana.
Uno dei suoi primi atti da Ministro della Giustizia è stato intitolare la sala verde del ministero in via Arenula al giudice, poi proclamato Beato, Rosario Livatino, assassinato dalla mafia nel 1990.
Un'altra importante iniziativa a cui si è arrivati durante il mandato di Alfano da Ministro della Giustizia è stata la L.69/2009 "Disposizioni per lo sviluppo economico, la semplificazione, la competitività nonché in materia di processo civile". La legge tra le varie cose riformò il procedimento sommario di cognizione (con l'articolo 702 bis), modificò il regime del rilevamento d'ufficio di determinate questioni da parte del giudice civile; abrogò l'articolo 366 bis c.p.c per creare il 360 bis (sull'ammissibilità del ricorso in cassazione in sede civile); creò il 540 bis c.p.c sui pignoramenti; aggiunse l'articolo 19 bis alla 52/85' in merito al regime dell'annotazione nei pubblici registri immobiliari; infine inserì delle modifiche alla procedura per il concorso notarile.
Durante i tre anni di permanenza di Alfano al Ministero della Giustizia si registra una particolare ed intensa attività legislativa contro le mafie e la criminalità organizzata. Spiccano, fra le altre, le leggi per l'inasprimento del carcere durissimo per i mafiosi (art.41 bis), il Codice Unico Antimafia, la Legge contro lo Stalking. In relazione al 41 bis, il capomafia siciliano Totò Riina, intercettato all'interno del carcere in cui è detenuto all'ergastolo, lamenta ad un suo interlocutore l'eccessiva durezza di Alfano nei confronti della mafia, definendo il ministro "una canaglia".
In precedenza, nel 2009, anche il figlio di Totò Riina, Giuseppe Salvatore, secondo le dichiarazioni del collaboratore di giustizia Luigi Rizza, reagì all'inasprimento del 41 bis voluto con determinazione da Angelino Alfano, arrivando a progettare un attentato contro il ministro.
Uno dei provvedimenti più dibattuti durante il suo mandato nel quarto governo Berlusconi è stato il cosiddetto "Lodo Alfano", a lui intitolato, legge approvata il 22 luglio 2008. Unica nel panorama europeo, la legge prevedeva la sospensione dei processi penale a carico delle quattro più alte cariche dello Stato (Presidente della Repubblica, Presidente del Senato, Presidente della Camera e Presidente del Consiglio) per l'intera durata del loro mandato. La legge è successivamente stata dichiarata illegittima e poi abrogata dalla Corte costituzionale nell'ottobre 2009, per violazione degli articoli 3 e 138 della Costituzione Italiana.

### Segretario del Popolo delle Libertà
A seguito dell'arretramento del Popolo della Libertà alle elezioni amministrative di maggio 2011, in particolare a Milano e Napoli, e ai referendum abrogativi del 2011, il 1º giugno 2011 l'ufficio di presidenza del PdL, per volere di Silvio Berlusconi, annuncia di designare Alfano alla nuovo carica di segretario politico del partito, carica ufficializzata il 1º luglio dopo la modifica allo statuto del partito che non prevedeva la figura del segretario, ma solo del presidente. Questa designazione è stata fatta per riorganizzare il partito e guidarlo alle successive elezioni.
Per occuparsi a tempo pieno di rilanciare il partito, il 27 luglio 2011 Alfano si dimette dalla carica di Guardasigilli, evento già discusso alla stampa subito dopo la sua nomina a segretario del PdL, venendo sostituito dal sottosegretario all'Interno Nitto Palma. Nel mese di ottobre dello stesso anno, Alfano pubblica il libro "La mafia uccide d'estate", nel quale racconta i tre anni e mezzo alla guida del Ministero della Giustizia, un percorso umano e politico nel panorama della Giustizia italiana. Alfano racconta "cosa significa fare il ministro della Giustizia in Italia", tra lentezze e ritardi dei processi, proposte di riforma del sistema e inevitabili resistenze da parte dei magistrati.

### Vicepresidente del Consiglio e Ministro dell'Interno

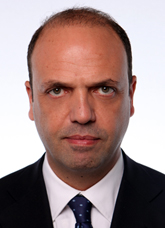
Angelino Alfano nel 2013

Con la nascita del governo di larghe intese tra il PdL, Partito Democratico, Unione di Centro e Scelta Civica guidato da Enrico Letta, il 28 aprile 2013 giura nelle mani del Presidente della Repubblica Giorgio Napolitano come ministro dell'Interno e vicepresidente del Consiglio dei ministri del governo Letta.
Il 19 luglio 2013 il Senato della Repubblica discute dela mozione di sfiducia presentata dal Movimento 5 Stelle e Sinistra Ecologia Libertà contro Alfano per il caso Shalabayeva (moglie di un dissidente kazako arrestata ed espulsa verso il Kazakistan assieme alla figlioletta - pratica condannata dall'UNHCR come extraordinary rendition). Il Partito Democratico aveva deciso nell'assemblea dei senatori del giorno precedente di votare contro la sfiducia; il Senato respinge la mozione con 226 no, 55 sì e 13 astenuti.
Il 30 settembre 2013 assieme agli altri ministri del PdL Alfano presenta dimissioni "irrevocabili",, su indicazione del presidente del PdL Berlusconi, che vuole così reagire alla linea del Partito Democratico di votare a favore della decadenza dello stesso Berlusconi da senatore. Le dimissioni vengono respinte dal presidente del consiglio Enrico Letta, in sostegno all'azione politica svolta dai cinque ministri del PdL che, insieme ad altri esponenti del partito, convincono Silvio Berlusconi a recedere dalla decisione di votare la sfiducia al governo. Il dibattito interno al PdL tra falchi (o lealisti) - decisi a sfiduciare il governo Letta per andare a elezioni anticipate - e colombe (o governativi) - propensi invece a proseguire la collaborazione coi democratici e coi montiani almeno sino al 2015 - determina un'incrinatura nei rapporti tra Alfano e Berlusconi che, seppur temporaneamente ricucita, sfocerà di lì a poco nella scissione tra le due correnti del partito.
La scissione avviene nel novembre del 2013, allorché i filogovernativi del PdL annunciano la decisione di non entrare a far parte della rinata Forza Italia, partito rifondato da Silvio Berlusconi insieme ai lealisti. Alfano annuncia la costituzione di gruppi parlamentari autonomi al Senato e alla Camera con il nome di Nuovo Centrodestra. I gruppi parlamentari vengono costituiti il 15 e il 18 novembre 2013. Da questo momento il partito di Alfano stringe in Parlamento un'alleanza con il Partito Democratico a sostegno del governo Letta.

#### Mare nostrum
Durante il governo Letta, a causa dei numerosi naufragi e dell'emergenza umanitaria nello stretto di Sicilia, il 18 ottobre 2013 Alfano inaugura l'operazione militare e umanitaria "Mare nostrum" con lo scopo di salvaguardare la vita dei migranti in mare e di contrastare il traffico di persone.

### Ministro dell'Interno

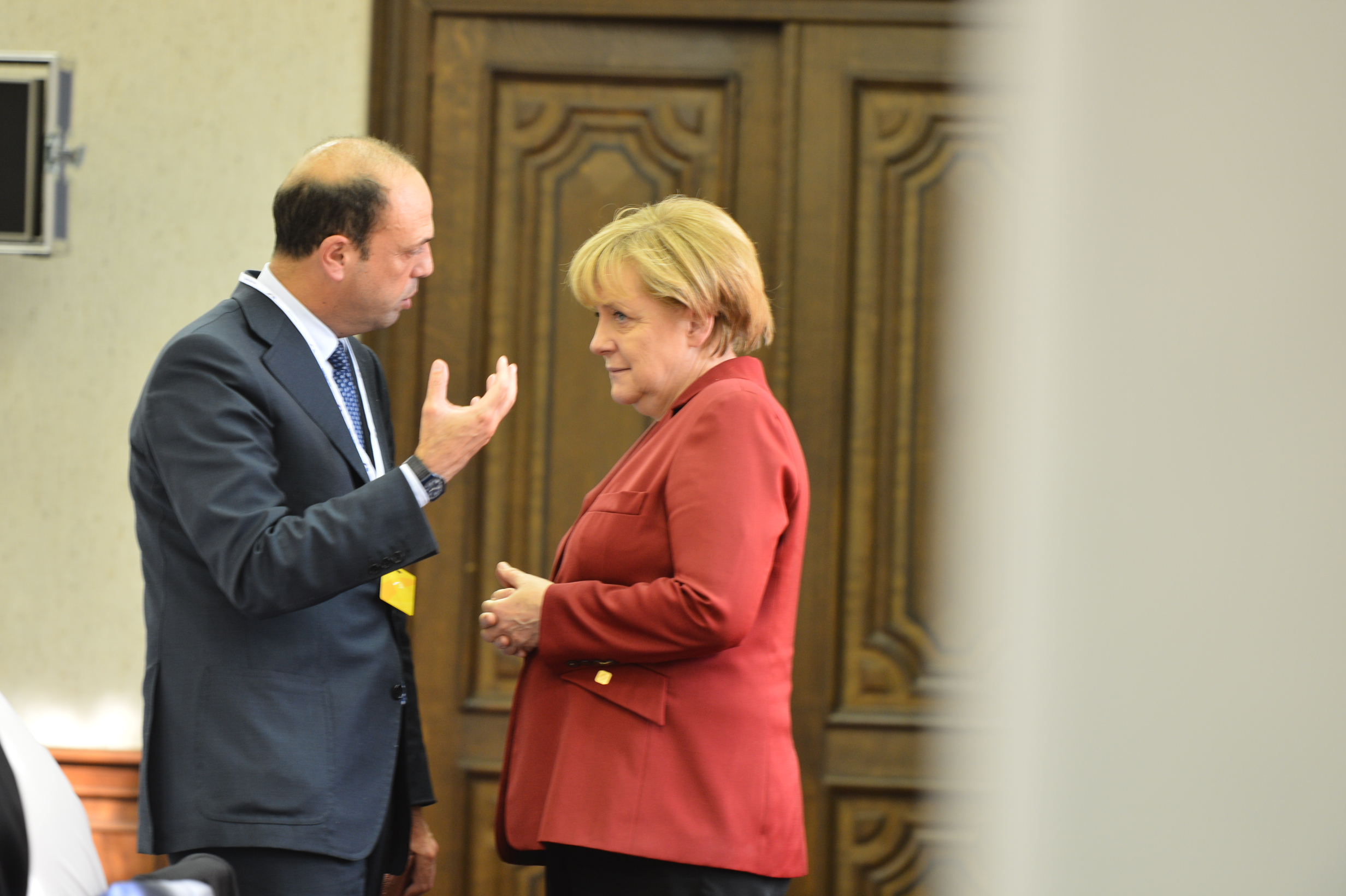
Angelino Alfano con la Cancelliera della Germania Angela Merkel

Con la fine del governo Letta ad opera del segretario del PD, diventato successivamente anche Presidente del Consiglio Matteo Renzi, entra nel nuovo governo Renzi il 22 febbraio 2014, dove mantiene la carica di ministro dell'Interno, oltre ad essere capo delegazione del suo partito nel governo.
Ad agosto 2014 dopo numerose richieste da parte del ministro perché l'Unione europea si mobilitasse sul fronte migranti in aiuto dell'Italia, il Commissario europeo per gli affari interni Cecilia Malmström ha dichiarato che l'operazione "Mare nostrum" sarà sostituita dal programma europeo "Frontex Plus". Successivamente tramite una serie di incontri in Europa riesce ad ottenere il sostegno di alcuni paesi come Francia, Germania e Spagna che si dichiarano pronti a sostenere l'introduzione del programma "Frontex Plus".

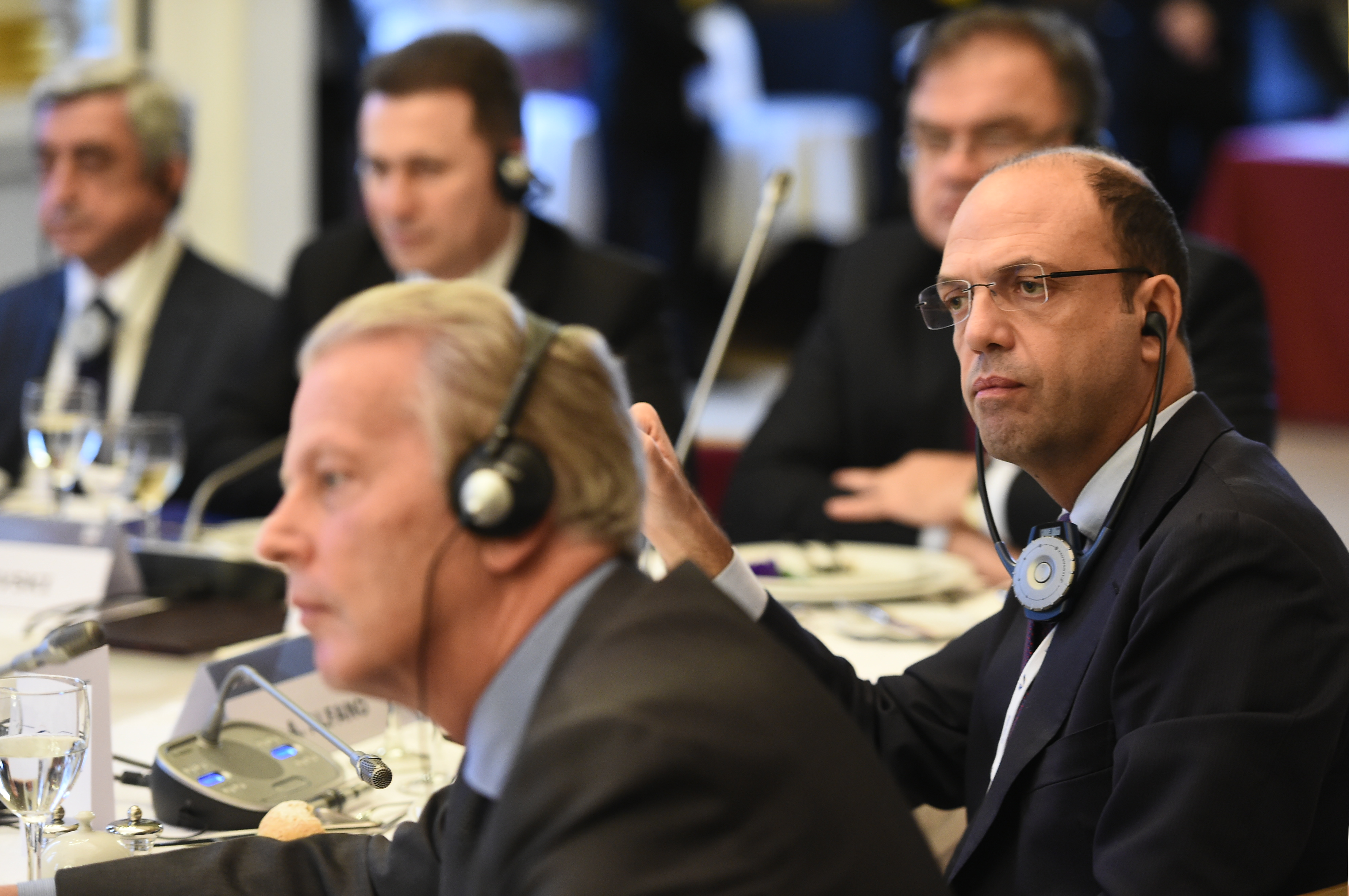
Il ministro Alfano durante un summit del PPE nel 2014

Nel settembre dello stesso anno vola in Egitto per incontrare in veste di presidente di turno del Consiglio dei ministri degli interni dell'Unione europea, il presidente della Repubblica Araba d'Egitto ʿAbd al-Fattāḥ al-Sīsī con il quale ha stretto un accordo secondo il quale l'Egitto rafforzerà i controlli alle frontiere per contrastare il fenomeno dei flussi migratori irregolari.
Il 30 agosto 2014 lancia il progetto "Campo praticabile", programma coordinato dal ministero e dai vertici della Polizia per contrastare il fenomeno della violenza negli stadi.
Il 7 ottobre 2014 il ministro invia una circolare a tutti i prefetti d'Italia affinché invitino formalmente i sindaci a cancellare dai registri di stato civile, ove effettuate, le trascrizioni dei matrimoni gay celebrati all'estero, e avvertendo che, "in caso di inerzia, si procederà al successivo annullamento d'ufficio degli atti illegittimamente adottati". Alcuni Prefetti pertanto provvedevano a cancellare alcune delle trascrizioni effettuate. La pratica è in seguito censurata dalla Corte europea dei diritti dell'uomo come violazione dei diritti umani, in particolare del diritto alla vita privata e familiare (art.8 CEDU).
Il 29 ottobre 2014 a Roma la polizia carica contro alcune centinaia di lavoratori dell'AST di Terni che stavano facendo un corteo verso il ministero dell'Interno. Il 5 novembre successivo la Camera vota dunque una mozione di sfiducia presentata da SEL e 5 stelle contro Alfano, ritenuto responsabile di quanto avvenuto, che viene respinta con 125 sì e 367 no. Insieme alla maggioranza, vota contro la mozione di sfiducia Forza Italia, mentre Giuseppe Civati si schiera con l'opposizione.
A marzo 2015 il Tribunale Amministrativo Regionale del Lazio ha accolto il ricorso di alcune coppie romane che avevano ottenuto la trascrizione da parte del sindaco Ignazio Marino e ha dichiarato nullo il provvedimento del prefetto di Roma, affermando che né il ministero dell'Interno, né le prefetture avevano il potere di intervenire direttamente sui registri di stato civile per annullare le trascrizioni illegittime. Nel mese di luglio 2015 il TAR del Veneto, esprimendosi su una cancellazione disposta dal prefetto di Treviso, ha invece ratificato l'operato della prefettura, affermando che il sindaco, in qualità di esecutore della legge nazionale e non anche di rappresentante della comunità locale, è tenuto ad uniformarsi alle disposizioni del Ministero. Nel mese di ottobre 2015 il Consiglio di Stato, oltre a confermare la non trascrivibilità dei matrimoni gay contratti all'estero, ha avallato l'operato dei prefetti.
A maggio 2016 il voto del partito da lui presieduto è risultato determinante nell'approvazione della legge sulle Unioni Civili sostenuta dal Partito Democratico con la firma della senatrice Monica Cirinnà, e sottoposta al voto delle Camere con il vincolo della fiducia dal premier Matteo Renzi. La condizione ottenuta da Alfano per l'appoggio alla legge fu lo stralcio della cosiddetta adozione del configlio, ovvero la possibilità di registrare il partner dello stesso sesso unito civilmente come genitore adottivo e, in generale, lo stop a qualsiasi ipotesi di adozione da parte di coppie dello stesso sesso.

### Ministro degli affari esteri

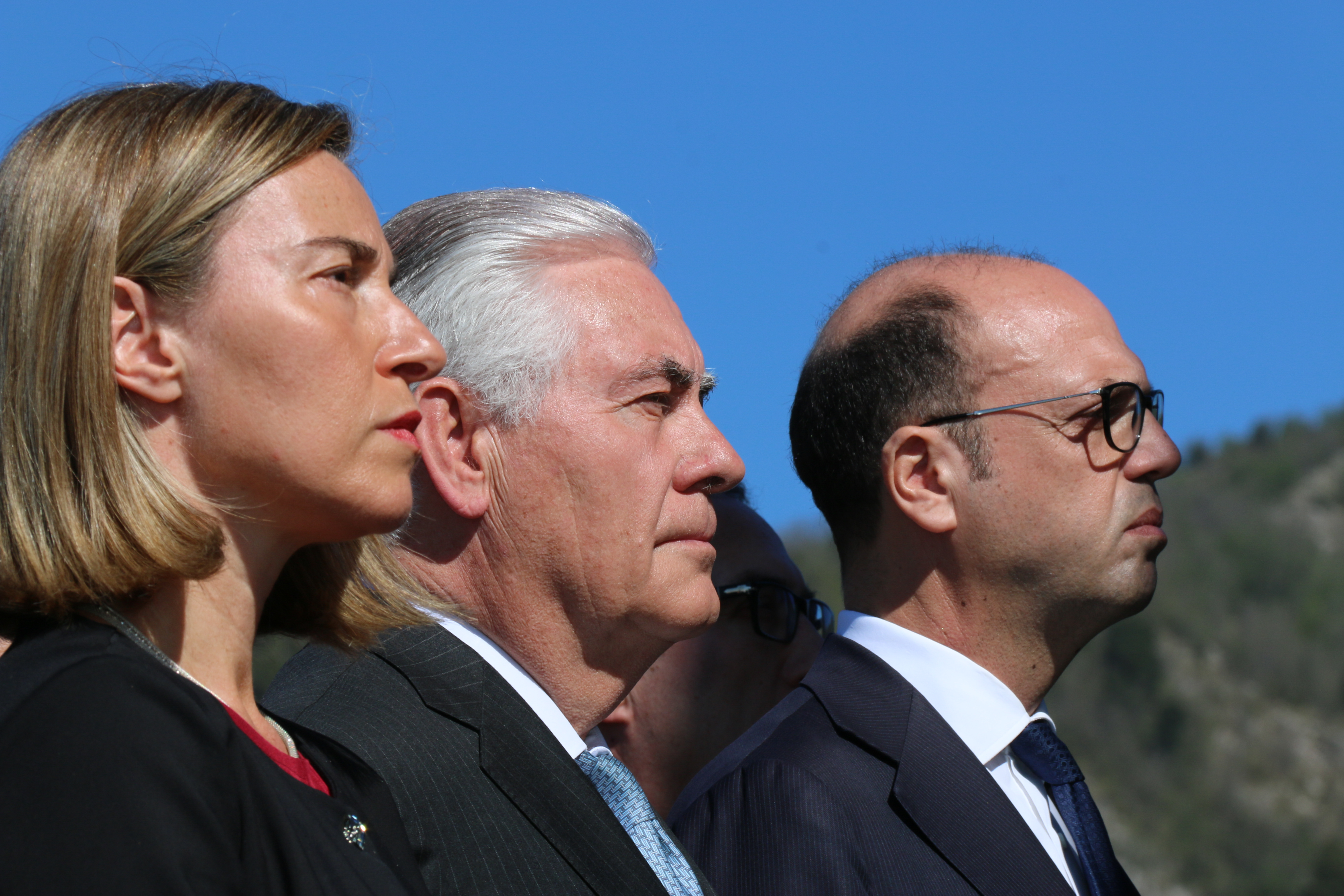
Alfano con il Segretario di Stato statunitense Rex Tillerson e l'Alto rappresentante U.E. Federica Mogherini a Sant'Anna di Stazzema, aprile 2017

A seguito delle dimissioni di Matteo Renzi da Presidente del Consiglio, per la bocciatura della riforma Renzi-Boschi al referendum costituzionale, il 12 dicembre 2016 viene nominato ministro degli affari esteri e della cooperazione internazionale per il nuovo governo presieduto da Paolo Gentiloni, giurando il giorno stesso nelle mani del Presidente della Repubblica Sergio Mattarella. La crisi migratoria e le relazioni con la Libia e gli altri paesi del Sahel sono comunque gestite dal ministro dell'Interno Marco Minniti.
Il 18 marzo 2017 Alfano scioglie NCD e fonda Alternativa Popolare (AP), con la stessa ideologia e gli stessi partecipanti del precedente partito.
Dopo gli esiti deludenti delle elezioni regionali in Sicilia del 2017, dove la lista di AP si è fermata al 4%, non riuscendo a superare il quorum del 5%, il 26 settembre Alfano decide di nominare Maurizio Lupi, scontento per l'alleanza con il centro-sinistra in Sicilia, come coordinatore nazionale di Alternativa Popolare.
Il 6 dicembre 2017 Alfano annuncia pubblicamente, nella trasmissione Porta a Porta di Bruno Vespa, che non si ricandiderà alle successive elezioni politiche del 4 marzo 2018, affermando che "Ho scelto di non ricandidarmi in Parlamento perché ritengo che servano dei gesti per dimostrare che tutto quello che ho fatto è stato dettato da una responsabilità nei confronti dell’Italia" e non sarà disposto ad assumere l'incarico di ministro in un eventuale governo. Contemporaneamente a dicembre 2017 s'intensificano gli scontri all'interno del partito tra l'ala favorevole al ritorno nel centro-destra, guidata dal coordinatore di AP Maurizio Lupi, Roberto Formigoni e Gabriele Albertini, e quella favorevole a mantenere l'alleanza col centro-sinistra di Matteo Renzi, capeggiata da Beatrice Lorenzin e Fabrizio Cicchitto, dove Alfano sembra essere personalmente più vicino alla Lorenzin.
Il 12 dicembre la Direzione nazionale del partito approva all'unanimità una mozione che sancisce la "separazione consensuale" delle due ali del partito, pur continuando a sostenere il governo Gentiloni: l'ala sinistra mantiene il simbolo e il nome di Alternativa Popolare, mentre l'ala destra riacquista il nome e il simbolo del dissolto Nuovo Centrodestra, però Alfano delibera che i gruppi parlamentari di Camera e Senato resteranno uniti fino allo scioglimento delle Camere.
Rimane in carica alla Farnesina fino al 1º giugno 2018, con l'insediamento del governo Conte I, mentre rimane alla guida di Alternativa Popolare fino al 27 settembre 2018, donde si dimette da presidente: gli succede l'ex deputato Paolo Alli.

## Attività extra-politiche
È presidente dal 2011 della Fondazione De Gasperi, realtà nata nel 1982 per volere di Maria Romana Catti De Gasperi, figlia di Alcide. 
È titolare dell'insegnamento "Regione Euro-mediterranea: Immigrazione, Sicurezza e Integrazione" alla LUISS Guido Carli. Fa parte dell'Executive Board del Wilfried Martens Centre for European Studies, dello Scientific Advisory Board di Eastwest European Institute (EWEI) e dell'Advisory Board di AVSI.
Terminata l'esperienza politica, Alfano torna ad esercitare la professione di avvocato, divenendo socio dello studio BonelliErede.
Nel 2019 è divenuto anche presidente del Gruppo ospedaliero San Donato, mentre nel 2023 assume la presidenza del CdA del gruppo autostradale piemontese ASTM (gruppo Gavio) e de La Villata Immobiliare (società controllata da Esselunga).

## Controversie

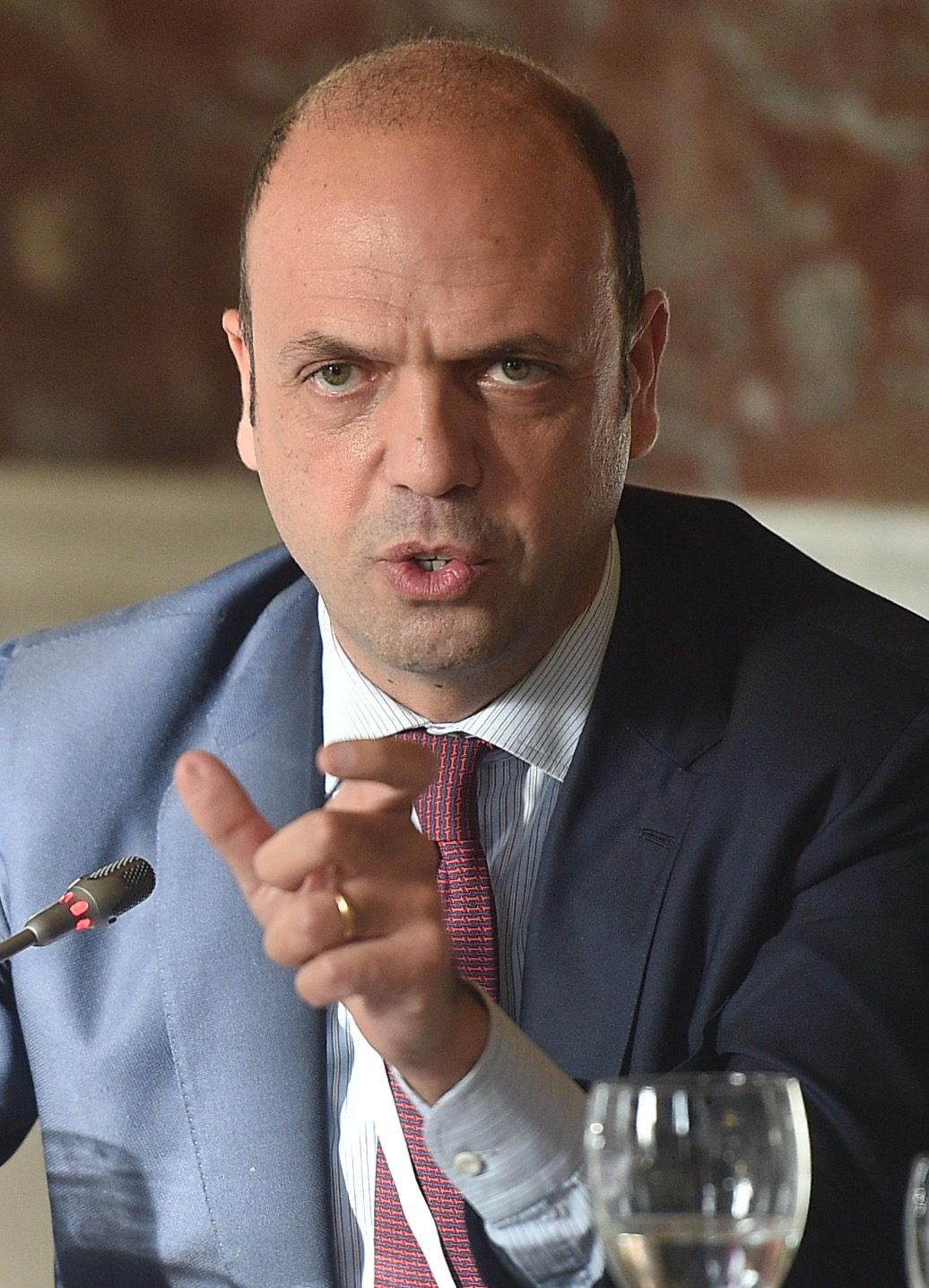
Alfano al congresso del Partito Popolare Europeo nel 2015

### Progettato attentato dopo l'inasprimento del 41 bis
Con l'operazione antimafia "Grande Passo 3" dei Carabinieri di Monreale e di Corleone del novembre 2015 è emerso che nelle intenzioni di Pietro Paolo Masaracchia e Vincenzo Pellitteri, boss mafiosi di Palazzo Adriano e Chiusa Sclafani, vi era la sussistenza di un progetto di attentato nei suoi confronti a causa dell'inasprimento del 41 bis.

### Caso della rimozione della sorveglianza al PM antimafia
Nel dicembre 2014, Alfano, assieme all'allora prefetto di Crotone, Maria Tirone (già parte dello staff della giunta di Stefano Caldoro, come vice capo di Gabinetto, ora prefetto di Foggia), viene coinvolto in un'accesa polemica. 
La polemica sorge a seguito della rimozione delle telecamere di videosorveglianza dall'abitazione del PM antimafia Pierpaolo Bruni, avvenuta, a quanto pare, su iniziativa del prefetto Maria Tirone.
Il caso ha suscitato polemiche sui media, anche a seguito della "denuncia" da parte dei  5 Stelle. I deputati Andrea Cecconi, Francesco D'Uva e Dalila Nesci hanno dichiarato l'incomprensibilità di tale provvedimento, date le numerose minacce ricevute dal giudice da parte della mafia. I deputati, inoltre, hanno fatto numerose interrogazioni parlamentari al riguardo.

### Critiche sullapromozionedel prefetto Maria Tirone
In seguito i Cinque stelle hanno polemizzato, sempre con Alfano, circa la promozione del prefetto Maria Tirone: "[...] Senza dimenticare, peraltro, che la dottoressa Tirone è stata appena trasferita a Foggia, esattamente dove lei chiedeva di andare. Un premio inaccettabile, data la sua decisione di revocare quei sistemi di sicurezza a Bruni [...]".

#### Questione dei voli di Stato
In data 9 marzo 2017, è stata pubblicata da Repubblica, la lista dei voli di Stato. Alfano per ben 27 volte ha usato l’aereo blu per tornare in Sicilia, sua regione d’origine. Il 20 gennaio scorso, giungeva a Palermo per i funerali della mamma della sottosegretaria Simona Vicari. Il 24 febbraio, partecipava alle celebrazioni della clinica palermitana di proprietà della moglie del deputato NCD Dore Misuraca. Tutti viaggi classificati come istituzionali o di sicurezza, visto che la direttiva per l’uso dei voli di Stato datata dicembre 2011 regola l’utilizzo solo in seguito a “imprevedibili e urgenti esigenze di trasferimento connesse all’esercizio delle funzioni e l’impossibilità di provvedere ai trasferimenti con voli di linea”.

#### Trasferimento del Prefetto Guida e l'archiviazione
È stato indagato dalla Procura di Roma per abuso d'ufficio, ma successivamente il procedimento è stato archiviato.
Il 25 febbraio 2016 viene iscritto nel registro degli indagati dalla Procura di Roma, il reato contestatogli è l'abuso d'ufficio. Con il ministro Alfano sono indagati anche il viceministro Filippo Bubbico (Partito democratico), l'ex senatore e l'allora segretario provinciale PD di Enna Vladimiro Crisafulli e il presidente dell'Università Kore di Enna Cataldo Salerno. 
Il reato sarebbe stato commesso il 23 dicembre 2015, data in cui il Consiglio dei Ministri deliberò il trasferimento ad Isernia del Prefetto Fernando Guida. La procura ritiene che tale trasferimento sia stato effettuato per evitare che Guida, prima del trasferimento Prefetto di Enna, commissariasse a dicembre 2015 la Fondazione Kore, ente che gestisce l'ateneo omonimo.
Il prefetto Guida in un'intervista al Corriere della Sera afferma che non fu rimosso ma il trasferimento fu concordato con lui, e che il commissariamento della Kore fu accelerato dal Viminale. Il 13 maggio il tribunale dei ministri lo scagiona e archivia il procedimento nei suoi confronti.

## Opere
- La mafia uccide d'estate, Mondadori, 2011, ISBN 978-8804614227
- Chi ha paura non è libero, Mondadori, 2015, ISBN 978-8804661078
- Il coraggio delle scelte, Rubbettino, 2018, ISBN 978-8849853735